# Nemesis (roman)
Nemesis je znastvenofantastični roman američkog pisca Isaaca Asimova. Spada u radove iz njegove kasnije faze; objavljen je 1989., tri godine prije njegove smrti. Tematski, roman ne spada niti u njegov opus o robotima, niti u opus Zaklade, dva najveća tematska opusa njegovih romana i priča.

## Sinopsis
Radnja je smještena u epohu u kojoj čovječanstvo otkriva, primjenjuje i usavršava koncept međuzvjezdanog putovanja. "Naseobine", svemirske stanice-kolonije orbitiraju u Sunčevu sustavu; jedna od njih putuje do netom otkrivene zvijezde, Nemesis, u neposrednom susjedstvu Sunca. Roman prati radnju kroz članove obitelji koji su razdvojeni svemirskim prostranstvom. Autor se dotiče i teme govora tijela, telepatije, kolektivne svijesti, vanzemaljske inteligencije, globalne politike, karijerizma, špijunaže i ksenofobije.

## O Asimovljevu stilu pisanja
Američki urednik i kritičar znanstvene fantastike James Edwin Gunn je kritizirao stil u djelima Isaaca Asimova kao suh i nimalo deskriptivan; upravo u uvodu romana Nemesis Asimov obrazlaže:
Odavno sam odlučio slijediti kardinalno pravilo u za sve moje uratke - biti jasan. Odustao sam od poetskog, simboličnog ili eksperimentalnog pisanja, ili bilo kojeg načina koji bi mi mogao (ako sam dovoljno dobar) donijeti Pulitzerovu nagradu. Naprosto pišem na jasan način i tako uspostavljam topao odnos između svojih čitatelja i sebe, a što se tiče književnih kritičara - pa, mogu raditi što hoće.